# ماريان كار
ماريان كار (بالإنجليزية: Marian Carr)‏ هي ممثلة أمريكية، ولدت في 6 يوليو 1926 في Providence, Kentucky (disambiguation) ‏، وتوفيت في 30 يوليو 2003.

## وصلات خارجية
- ماريان كار على موقع IMDb (الإنجليزية)
- ماريان كار على موقع قاعدة بيانات برودواي على الإنترنت (الإنجليزية)
- ماريان كار على موقع قاعدة بيانات الفيلم (الإنجليزية)